# HeroQuest
HeroQuest és un joc de tauler que introdueix elements propis del joc de rol i dels d'estratègia en una sèrie d'aventures que els jugadors han de superar en cada partida. Fou creat per Stephen Baker i comercialitzat el 1989 per un equip mixt entre Games Workshop (que hi aportà les miniatures i ambientació pròpies d'altres jocs de la casa) i de MB (que dissenyà les regles bàsiques). Els seus autors s'inspiraren en la dinàmica del Dungeons & Dragons. A part de les missions bàsiques del llibre de regles, el joc permet crear aventures a mida.
L'èxit del joc propicià el llançament de diverses ampliacions, amb nous mapes de missions i taulers expandits, i llibres inspirats en les seves aventures. En 2022 es llença una versió remasteritzada del joc, editada per Hasbro.

## Edicions del joc i deferents versions
La primera edició és del 1989 i la coprodueixen entre Milton Bradley Games European (MB) i Games Workshop. La versió original és la base que s'agafarà per fer les diferents edicions a Europa i Austràlia amb llengües pròpies.
L'any 1990 Milton Bradley Games produeix una nova versió. Aquest cop només es produirà a U.S.A. i el Canadà. Les dues versions tenen diferències importants en la mecànica del joc, el disseny gràfic i a l'ambientació. Un exemple d'aquestes diferències és el nom del malvat bruixot. En la versió U.K. (europea) s'anomena Morcar i en la versió USA s'anomena Zargon.
L'any 1991 l'edició que es produeix al Japó ja no serà una simple traducció sinó que conté elements prou diferenciats d'ambdues versions anteriors, que es pot considerar una versió nova.
El 22 de setembre 2020 Hasbro Gaming anuncia una campanya de finançament a la seva plataforma Haslab, d’una nova edició del joc. El joc es llençarà de mans de la filial d'Hasbro, Avalon Hill. Tot i que només està oberta per al mercat d’U.S.A. i el Canadà inicialment. La campanya de finançament aconsegueix més d'un milió de dollars. El joc arriba als mecenes durant el 2021. La traducció al castellà arriba el febrer del 2022. Aquesta nova edició pren l'edició americana del 1990 com a base. Hi ha canvis en l'ambientació del joc. Però els canvis més importants són en l'àmbit de l'art gràfic. També per primer cop i en consonància amb els nous temps apareixen personatges i mostres d'ambdós sexes.
- HeroQuest (1989) (Versió U.K.) Milton Bradley (MB) i Games Workshop
- HeroQuest Game System (1990) (Versió U.S.A.) Milton Bradley.
- ヒーロークエスト (1991) (Versió Japonesa) Takara.
- Heroquest (2022) Reedició Hasbro

Expansions de les diferents versions.
- Keller's Keep (1998) (versió U.K., Europa i Austràlia).
- Return of the Witch Lord (1989) (versió U.K., Europa i Austràlia).
- Against the Ogre Horde (1990) (versió U.K., Europa i Austràlia).
- HeroQuest Adventure Design Kit (1990) (versió U.K., Europa).
- Wizards of Morcar (1991) (versió U.K., Europa).
- Return of the Witch Lord (1991) (versió U.S.A.).
- Against the Ogre Horde (1991) (versió U.K., Europa.).
- Barbarian Quest Pack (1992) (versió U.S.A.).
- Elf Quest Pack / Quest Pack for the Elf (1992) (versió U.S.A.)
- Kellar's Keep (2021)
- Return of the Witch Lord (2021)
- Commander of the Guardian Knights (2022)
- The Frozen Horror (2022)
- The Rogue Heir of Elethorn (2022)
- The Mage of the Mirror (2023)
- Rise of the Dread Moon (2023)

## Desenvolupament del joc
Els jugadors trien un personatge que té característiques úniques i que prové del món del rol:
- El bàrbar basa en seu joc en la força física, ja que té un bon atac i defensa i permet guanyar ràpidament els monstres de cada escenari.
- El nan és una mica menys fort en defensa però igualment té bon atac i és capaç de detectar (i sovint desactivar) les trampes ocultes del tauler.
- L'elf té unes característiques de combat mitjanes i pot llançar algun encanteri elemental.
- El mag és menys hàbil en combat però pot controlar diversos encanteris al llarg de la partida que li permeten vèncer enemics, trobar elements ocults o amagar-se del perill, entre d'altres.

Com que els quatre personatges es complementen, si hi participen menys de cinc persones, algunes assumeixen el control de diverses figures.
Cada personatge és ubicat a dins d'un castell amb unes habitacions, la disposició i elements de les quals varien segons l'aventura triada a cada partida. Un jugador fa de dolent i actua com a màster del joc, ja que és l'únic que té accés al mapa de la missió que revela els elements ocults i és l'encarregat de dirigir la partida.
Al seu torn, el jugador mou la seva fitxa segons la tirada d'un dau i a mesura que avança per les caselles de passadissos i habitacions, el màster revela què s'hi va trobant, col·locant les miniatures apropiades, que poden ser mobiliari, trampes, monstres, artefactes especials o baguls. Si coincideixen en una casella un jugador i un monstre, automàticament comença el combat, que es resol amb els daus d'atac. Aquests poden mostrar una calavera (símbol de dany), un escut o un símbol de monstre. Per cada calavera, es treu un punt de vida de l'adversari. Els escuts protegeixen els jugadors, aturant les calaveres enemigues, mentre que el símbol de monstre atura una calavera dels jugadors. Si es cau a sobre d'un bagul, s'obre i s'agafa una carta de pila, que indica que conté (pot ser un tresor o bonificació o un element negatiu).
Un cop per tirada, els jugadors poden "buscar" en comptes de moure quan entren en un nou passadís o corredor, fet que revela tots els elements visibles abans de trepitjar la seva casella. Es consideren elements visibles tot menys les trampes, que només s'activen si un jugador passa per sobre (i perd automàticament un punt de vida) o són detectades pels nans.
Cada aventura té un objectiu diferent que si s'assoleix, dona la victòria al jugador corresponent. Si tots els personatges moren durant la missió, el màster o antagonista guanya la partida. Les missions poden consistir a trobar un tresor, escapar d'una fortalesa, matar un monstre concret, aprendre un encanteri poderós, alliberar una persona o sobreviure a una invasió de monstres, entre altres opcions.